# Harald Kienast
Harald Kienast (* 28. September 1894 in Königsberg; † 1986) war ein deutscher Konteradmiral der Kriegsmarine.

## Leben
Harald Kienast trat im April 1913 in die Kaiserliche Marine ein. Später diente er bis August 1915 als Fähnrich zur See auf der Nymphe und kam dann bis November 1915 auf die Stralsund. Am 18. September 1915 war er zum Leutnant zur See ernannt worden. Bis Mai 1917 kam er in den Stab des Befehlshabers der Aufklärungsschiffe, war Flaggleutnant und sogenannter Funkenoffizier. Anschließend kam er bis Kriegsende auf die Hindenburg.
Nach dem Krieg wurde er in die Reichsmarine übernommen und hier erst am 7. Januar 1920 Oberleutnant zur See und dann am 1. April 1925 Kapitänleutnant. 1931 war er Erster Offizier auf der Meteor.
1936 war er als Fregattenkapitän (Beförderung am 1. Oktober 1936) Leiter der Gruppe Technisches Nachrichtenwesen (BB VI N) im Allgemeinen Marineamt.
Von April 1939 bis Juni 1941 war er Chef der Abteilung technisches Nachrichtenwesen und war anschließend bis Mai 1943 Amtsgruppenchef im NWa des OKM. Am 1. Oktober 1942 wurde er Konteradmiral.
Im Juni 1943 war er kurz Kommandant der Seewasserstraße Kaiser-Wilhelm-Kanal, wurde dann Höherer Kommandeur der Marinenachrichtenschulen. Im November 1944 wurde er durch Konteradmiral Ludwig Stummel ersetzt und wurde im Dezember 1944 Kommandeur des Wehrbezirkskommandos Oberschlesien. In dieser Position war er zugleich Kampfkommandant Kattowitz. Von Januar 1945 bis März 1945 lag er im Lazarett und trat anschließend wieder, nun bis März 1945, in die Position als Höherer Kommandeur der Marinenachrichtenschulen.